# Novica Nikčević
Novica Nikčević (né le 7 octobre 1972 en Yougoslavie) est un footballeur serbo-slovène, qui évoluait au poste d'attaquant.
Nikčević est connu pour avoir terminé meilleur buteur du championnat de Slovénie lors de la saison 1998–99.